# Герб Штральзунда
Герб ганзейского города Штральзунда (нем. Stadtwappen der Hansestadt Stralsund) — геральдический символ города Штральзунд.
Название города в переводе со славянских языков означает «звук стрелы».. Стрела на печатях и гербах города изображалась всегда. В XII-XV веках в разных формах на печатях города изображались корабль как символ порта и стрела.
Позже корабль уже не изображался. Первый официальный герб был дарован городу 29 декабря 1720 года королём Швеции Фредриком I. В лазоревом поле серебряный наконечник стрелы вверх под короной.
В 1939 году был герб был изменён. Теперь его описание гласило: в червлёном поле серебряный наконечник стрелы вверх под уширенным на концах крестом того же металла. Хотя герб и утверждён нацистским правительством, он не был изменён ни в ГДР, ни в единой Германии.

## Галерея

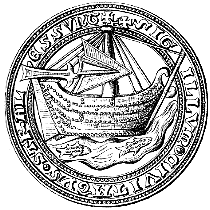
Печать XIII века
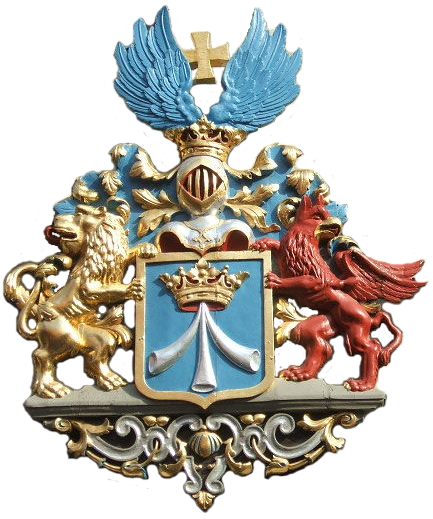
?-1938 Герб с городской ратуши
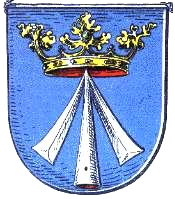
1720-1938 гг. Королевский герб